# Montmartin-le-Haut
Montmartin-le-Haut és un municipi francès situat al departament de l'Aube i a la regió del Gran Est. L'any 2007 tenia 56 habitants.

## Demografia

### Població
El 2007 la població de fet de Montmartin-le-Haut era de 56 persones. Hi havia 22 famílies de les quals 4 eren unipersonals (4 homes vivint sols), 11 parelles sense fills i 7 parelles amb fills.
La població ha evolucionat segons el següent gràfic:
Habitants censats

### Habitatges
El 2007 hi havia 36 habitatges, 23 eren l'habitatge principal de la família, 12 eren segones residències i 1 estava desocupat. Tots els 36 habitatges eren cases. Dels 23 habitatges principals, 19 estaven ocupats pels seus propietaris, 3 estaven llogats i ocupats pels llogaters i 2 estaven cedits a títol gratuït; 3 tenien dues cambres, 3 en tenien tres, 4 en tenien quatre i 14 en tenien cinc o més. 19 habitatges disposaven pel capbaix d'una plaça de pàrquing. A 12 habitatges hi havia un automòbil i a 9 n'hi havia dos o més.

### Piràmide de població
La piràmide de població per edats i sexe el 2009 era:
| Homes | Edats   | Dones |
| ----- | ------- | ----- |
| 0     | 95 o +  | 0     |
| 0     | 90 a 94 | 0     |
| 0     | 85 a 89 | 4     |
| 0     | 80 a 84 | 0     |
| 0     | 75 a 79 | 0     |
| 4     | 70 a 74 | 0     |
| 8     | 65 a 69 | 4     |
| 0     | 60 a 64 | 4     |
| 0     | 55 a 59 | 4     |
| 0     | 50 a 54 | 0     |
| 4     | 45 a 49 | 4     |
| 0     | 40 a 44 | 0     |
| 0     | 35 a 39 | 0     |
| 0     | 30 a 34 | 0     |
| 4     | 25 a 29 | 0     |
| 4     | 20 a 24 | 0     |
| 4     | 15 a 19 | 0     |
| 0     | 10 a 14 | 0     |
| 0     | 5 a 9   | 0     |
| 0     | 0 a 4   | 0     |

## Economia
El 2007 la població en edat de treballar era de 27 persones, 22 eren actives i 5 eren inactives. De les 22 persones actives 18 estaven ocupades (10 homes i 8 dones) i 4 estaven aturades (2 homes i 2 dones). De les 5 persones inactives 2 estaven jubilades i 3 estaven classificades com a «altres inactius».
Activitats econòmiques
Dels 3 establiments que hi havia el 2007, 2 eren d'empreses d'hostatgeria i restauració i 1 d'una entitat de l'administració pública.
L'any 2000 a Montmartin-le-Haut hi havia 6 explotacions agrícoles que ocupaven un total de 918 hectàrees.

## Poblacions més properes
El següent diagrama mostra les poblacions més properes.